# Cubará
Cubará é um município no departamento de Boyacá, na Colômbia.